# Wybory do Folketingetu w 1950 roku
Wybory do Folketingetu w 1950 roku. Zostały przeprowadzone 5 września 1950 roku w Danii. Frekwencja w Danii wynosiła 81.9%. Na Wyspach Owczych wybory odbyły się 14 października 1950 roku. Frekwencja wynosiła 22%.
| Partia                              | % głosów | liczba mandatów |
| ----------------------------------- | -------- | --------------- |
| Socialdemokraterne                  | 39.6%    | 59              |
| Venstre                             | 21,3%    | 32              |
| Konserwatywna Partia Ludowa         | 17,8%    | 27              |
| Partia Sprawiedliwości              | 8,2%     | 12              |
| Det Radikale Venstre                | 8,2%     | 12              |
| Komunistyczna Partia Danii          | 4,6%     | 7               |
| Partia Schelswigu                   | 0,3%     | -               |
| Farerska Partia Unii                | 0%       | -               |
| Farerska Partia Socjaldemokratyczna | 0%       | -               |
| Farerska Partia Niepodległościowa   | 0%       | -               |